# Черноголовая кукша
Черноголовая кукша (лат. Perisoreus internigrans) — вид птиц семейства врановых, обитающий в тропических и субтропических горных лесах. Можно встретить на территории тибетского нагорья. Является эндемиком Китая. Как и другие виды данного рода, живут круглогодично на постоянных территориях. Ареал сокращается из-за вырубки лесов и климатических изменений, в результате чего МСОП признал данный вид близким к уязвимому положению. Длина тела около 30 см, масса 90—130 грамм. Оперение чёрно-серое. Голова, хвост и кончики крыльев — чёрные. В рацион входят фрукты, семена, ягоды и беспозвоночные.